# ピアテーダ
ピアテーダ（伊: Piateda）は、イタリア共和国ロンバルディア州ソンドリオ県にある、人口約2,100人の基礎自治体（コムーネ）。

## 地理

### 位置・広がり
ソンドリオ県中部に位置する。

#### 隣接コムーネ
隣接するコムーネは以下の通り。BGはベルガモ県所属を示す。
- アルボザッジャ
- カイオーロ
- カローナ (BG)
- ファエード・ヴァルテッリーノ
- モンターニャ・イン・ヴァルテッリーナ
- ポッジリデンティ
- ポンテ・イン・ヴァルテッリーナ
- トレジーヴィオ
- ヴァルボンディオーネ (BG)

### 地勢・地形
- 河川：アッダ川

### 地震分類
イタリアの地震リスク階級 (it) では、3 に分類される
。

## 行政

### 山岳部共同体
広域行政組織である山岳部共同体「ヴァルテッリーナ・ディ・ソンドリオ山岳部共同体」 (it:Comunità montana della Valtellina di Sondrio) （事務所所在地: ソンドリオ）を構成するコムーネの一つである。

### 分離集落
ピアテーダには、以下の分離集落（フラツィオーネ）がある。
- Ambria, Agneda, Vedello, Bessega, Gaggio, Monno, Piateda Alta, Vermaglio, Previsdomini, San Bartolomeo, Busteggia, Barrozzera, Cà d'agneda, Boffetto